# Nino Piccaluga
Nino Piccaluga (10 de juny de 1890 - 3 de febrer de 1973) fou un tenor líric spinto italià.
Va debutar a La Spezia l'octubre de 1918 amb Cavalleria rusticana. Va tenir una trajectòria notable als escenaris europeus, però es va veure interrompuda prematurament per problemes de salut, fet que el va obligar a retirar-se el 1935, tot i que va viure molts anys més. Piccaluga va tenir una estreta relació artística amb Riccardo Zandonai, interpretant diverses de les seves òperes, inclosa l'estrena de Francesca da Rimini al Liceu el 1926. Al Liceu hi va cantar diverses temporades.
Va treballar amb Arturo Toscanini en produccions destacades com Borís Godunov (Dimitri) i Manon Lescaut (Des Grieux), compartint escenari amb algunes de les figures més rellevants de l'època.
Amb una presència escènica imponent i una veu de gran potència, compensava la manca de refinament amb un timbre ric i un volum impressionant.
Casat amb la soprano veronesa Augusta Concato, va ser pare del guitarrista i autor de jazz Gigi Concato, de nom real Luigi Piccaluga, i avi patern del cantautor Fabio Concato, altrament dit Fabio Piccaluga. Tant el fill com el net van adoptar el cognom d’Augusta com a nom artístic, en homenatge respectivament a la seva mare i àvia paterna.
Va morir a Milà el 1973 a la Casa di Riposo Giuseppe Verdi.